# Ліане Цимблер
Ліане Цимблер (нім. Liane Zimbler; при народженні Юліана Фішер, 31 травня 1892, Пршеров, Моравія — 11 листопада 1987, Лос-Анджелес, США) — австрійська архітекторка, одна з перших жінок в Європі, що здобули диплом з архітектури. Займалась підприємницькою діяльністю у Відні, поки не емігрувала до США 1938 року, де стала експерткою з дизайну інтер'єрів.

## Біографія
Навчалась у Віденській школі мистецтв, де спочатку вивчала графіку, а потім архітектуру. Ще в школі почала працювати ілюстраторкою і дизайнеркою в салоні Емілії Фльоґе. 1916 року одружилась з юристом Отто Цимблером, згодом народила дочку Єву. Того ж року влаштувалась на меблеву фабрику Bamberger у Відні. Перед закінченням Першої світової війни стала архітекторкою в студії дизайну Rosenberg. На початку 1920-х років створила власну фірму, що спеціалізувалася на роботі з переробки, реконструкції та оздоблення інтер'єру. До 1928 року в результаті свого процвітаючого бізнесу Циммблер відкрила другу студію в Празі, якою керувала її ділова партнерка Анні Геррнгайзер. Також почала читати лекції у Відні, беручи участь в різних організаціях на підтримку працюючих жінок. Вона стала відомою завдяки своїм однокімнатним квартирам та студіям, ніші для середнього класу, яка набирала оберти. Серед відомих проєктів у Відні в її виконанні є вілла на Зілбергассе, реконструкція банку Ephrussi та кілька проєктів внутрішнього оздоблення. Вона також була головою австрійської ради Міжнародного житлового товариства та читала лекції про соціологічні та мистецькі аспекти житла.
У лютому 1938 року Цимблер стала першою жінкою в Австрії, яка отримала ліцензію цивільного архітектора. Невдовзі, завдяки впливовим контактам чоловіка, сім'я змогла виїхати до Нідерландів та Лондона до німецького аншлюсу в березні. Восени того ж року вони змогли емігрувати до США. Завдяки втручанню Ади Гомперц, дружини філософа Гайнріха Гомперца, Цимблери оселилися в Лос-Анджелесі, де Ліане працювала над дизайном інтер’єру в офісі Аніти Тур. Після того, як її чоловік загинув у ДТП, а сама Аніта Тур померла, 1941 року Циммблер взяла на себе компанію, знову зосередившись на проєктах оздоблення. Вона також спроєктувала низку нових будівель і регулярно брала участь у виставках. Часто читала лекції та писала статті про дизайн інтер’єру для архітектурних та дизайнерських періодичних видань, а також для газет, включаючи «Лос-Анджелес Таймс». Її дочка Єва, яка приєдналася до неї в якості учениці в 1958 році, згодом стала її діловою партнеркою. У віці 86 років перенесла інсульт, але продовжувала працювати до 90 років. Померла в Лос-Анджелесі в листопаді 1987 року у віці 95 років.
Цимблер офіційно належала до Американського інституту дизайну інтер'єрів та Асоціації жінок в архітектурі.

## Вибрані проєкти
- Будинок Гнаденвальдів, 1934—1938
- Резиденція Ток, Санта-Моніка, Каліфорнія, 1941
- Резиденція Панцерів, Беверлі-Гіллс, Каліфорнія, 1942
- Резиденція Босвеллів, Лос-Анджелес, Каліфорнія, 1944
- Резденція Дальбергів, Беверлі-Гіллс, Каліфорнія, 1945
- Спальня та ванна кімната Фостерів, Беверлі-Гіллс, Каліфорнія, 1950
- Резиденців Барбасів, Беверлі-Гіллс, Каліфорнія, 1951
- Резиденція Доктора Броуді, Беверлі-Гіллс, Каліфорнія, 1952
- Резиденція Мурів, Лос-Анджелес, Каліфорнія, 1955
- Резиденція Стюартів, Беверлі-Гіллс, Каліфорнія, 1955
- Кухня Фельдманів, Лос-Анджелес, Каліфорнія, 1956
- Резиденція Шварців, Камарілло, Каліфорнія, 1956-1957
- Резиденція Губшерів, Лос-Анджелес, Каліфорнія, 1959—1960
- Приймальня Elliot Evans Company, Лос-Анджелес, Каліфорнія, 1960
- Резиденція Кандіанідесів, Венчур, Каліфорнія, 1961
- Квартира Сілвербергів, Лос-Анджелес, Каліфорнія, 1962
- Резиденція Барашів, Лос-Анджелес, Каліфорнія, 1960—1965, 1975
- Резиденція Енгельманів, Лос-Анджелес, Каліфорнія, 1965
- Резиденція Леві, Лос-Анджелес, Каліфорнія, 1965
- Фоє резиденції Вассерманів, Лос-Анджелес, Каліфорнія, 1968
- Перероблений будинок, Беверлі-Гіллс, Каліфорнія, 1974